# توماس إي. مارتن
توماس إي. مارتن (بالإنجليزية: Thomas E. Martin)‏ هو محاسب وكاتب عدل ‏ ومحامي وسياسي أمريكي، ولد في 18 يناير 1893 في ميلروز في الولايات المتحدة، وتوفي في 27 يونيو 1971 في سياتل في الولايات المتحدة. حزبياً، نشط في الحزب الجمهوري. وقد انتخب عمدة (1935 – 1937) وانتخب عضو مجلس النواب الأمريكي وانتخب عضو مجلس الشيوخ الأمريكي عن دائرة آيوا.